# デンマークの世界遺産
デンマークの世界遺産（デンマークのせかいいさん）はユネスコの世界遺産に登録されているデンマーク国内の文化・自然遺産の一覧。

## 文化遺産
- イェリング墳墓群、ルーン文字石碑群と教会 - （1994年）
- ロスキレ大聖堂 - （1995年）
- クロンボー城 - （2000年）
- モラヴィア教会の入植地クリスチャンスフェルド - （2015年）
- シェラン島北部のパル・フォルス式狩猟の景観 - （2015年）
- グリーンランドのグヤダー:氷冠縁辺部における古代スカンジナビア人とイヌイットの農業景観 - （2017年）
- アーシヴィスイト＝ニピサット、氷と海の間のイヌイットの狩場 - (2018年)

## 自然遺産
- イルリサット･アイスフィヨルド - （2004年）
- ワッデン海 - （2009年・2014年）
- ステウンス・クリント - （2014年）

## 複合遺産
なし

## 地域別

### シェラン地域
- ロスキレ大聖堂 - （1995年）
- ステウンス・クリント - （2014年）

### デンマーク首都地域
- クロンボー城 - （2000年）
- シェラン島北部のパル・フォルス式狩猟の景観 - （2015年）

### 南デンマーク地域
- イェリング墳墓群、ルーン文字石碑群と教会 - （1994年）
- モラヴィア教会の入植地クリスチャンスフェルド - （2015年）
- ワッデン海 - （2009年・2014年）

### グリーンランド

#### アヴァンターナ
- イルリサット･アイスフィヨルド - （2004年）

#### クヤレック
- グリーンランドのグヤダー:氷冠縁辺部における古代スカンジナビア人とイヌイットの農業景観 - （2017年）

#### ケカッタ
- アーシヴィスイト＝ニピサット、氷と海の間のイヌイットの狩場 - (2018年)